# Graham Bonnet
Graham Bonnet, född 23 december 1947 i Skegness, är en brittisk rocksångare. Han har varit sångare i många olika rockband, bland annat Rainbow, Michael Schenker Group, Impellitteri och Alcatrazz. Han är även känd som medlem av gruppen Marbles som år 1968 fick en stor hit med Only One Woman.
År 1979 valdes Bonnet ut av Ritchie Blackmore att ersätta Ronnie James Dio som sångaren i hårdrocksbandet Rainbow. Detta var något av en musikalisk omstart för Bonnet, som tidigare identifierade sig mer som en r&b-sångare. Han sjöng på Rainbows Down to Earth 1979, som skulle bli hans mest framgångsrika album. Det gav upphov till två hitsinglar 1980: "Since You Been Gone" och "All Night Long".
Bonnets tid med Rainbow var kort och han lämnade gruppen för att återuppta sin solokarriär och släppte Line-Up 1981. Som följd av hans tid i Rainbow hade albumet ett betydligt mer rock-baserat sound än hans tidigare solo-inspelningar, men ändå behöll han en del av sina tidigare r&b-influenser. För inspelningen av Line Up hade Bonnet värvat flera kända rockmusiker inklusive Whitesnake-gitarristen Micky Moody, Whitesnake och Rainbowtrummisen Cozy Powell, Deep Purple- och Whitesnakekeyboardisten Jon Lord och Status Quo-gitarristerna Francis Rossi och Rick Parfitt. Albumet nådde # 62 i UK Albums Chart.
Albumets första singel, "Night Games" nådde # 6 i brittiska singellistan, och den uppföljande singeln "Liar" nådde # 51. Runt denna tid sjöng Bonnet på en annons för Levi's jeans (låten hette "These Eyes"), även om hans version aldrig har släppts.
Frestad av ett erbjudande från förre UFO-gitarristen Michael Schenker, fortsatte Bonnet sin utveckling mot en tyngre musikalisk stil och gick med i heavy metalbandet Michael Schenker Group (MSG) på deras Assault Attack. När Bonnet senare lämnade MSG beslutade han sig för att bilda sitt eget band, och hämta inspiration från sina dagar i Rainbow. Under 1983 var han med och grundade Alcatrazz, med Gary Shea (bas), och Jimmy Waldo (keyboard) från bandet New England, tidigare Alice Cooper-trummisen Jan Uvena, och den svenska gitarristen Yngwie Malmsteen. Bandets debutalbum, No Parole from Rock 'n' Roll, innehöll ett distinkt heavy metal-sound som Bonnet beskriver som det tyngsta han hade spelat in hittills. Bandet hade måttlig framgång i USA, och stora framgångar i Japan.